# دهستان خبریز
دهستان خبریز نام دهستانی در بخش مرکزی شهرستان ارسنجان، استان فارس در ایران است. براساس سرشماری مرکز آمار ایران در سال ۱۳۸۵، جمعیت آن ۶۳۳۸ نفر (۱۴۷۹ خانوار) بوده‌است.